# جین یونگ
جین یونگ (چینی: 金庸; پین‌یین: Jin Yong; کانتونی: گَم یونگ)، با نام اصلی جا لیانگ یُونگ معروف به لوئیس چا و در ۶ فوریه ۱۹۲۴، برابر با ۱۷ بهمن ۱۳۰۲ در شهر های‌نینگ، چین به دنیا آمد. جین یونگ یکی از معروف‌ترین رمان‌نویس‌های چینی معاصر و همین‌طور یکی از بنیان‌گذاران روزنامه مینگ پائو در هنگ کنگ است، که از سال ۱۹۵۹ شروع و تا زمان بازنشستگی ۱۹۹۳ در آنجا کار می‌کرد.
داستان‌های جین یونگ در ژانر ووشیا در سراسر مناطق چینی زبان شامل چین، هنگ کنگ، تایوان و کشورهای جنوب شرقی آسیا منتشر شد. ۱۵ رمان و داستان کوتاه او که بین سال‌های ۱۹۵۵ تا ۱۹۷۲ نوشته شده، او را یکی از بهترین ووشیا نویس‌ها کرده‌است. نوشته‌های جین یونگ به زبان‌های زیادی از جمله کره‌ای، انگلیسی، ژاپنی، فرانسوی، ویتنامی، اندونزیایی، برمه‌ای و تایلندی ترجمه شده‌است و بسیاری از فیلم‌ها، سریال‌های تلویزیونی و بازی‌های رایانه‌ای براساس داستان‌های او ساخته شده‌اند.

## زندگی‌نامه
جین یونگ اهل شهر های‌نینگ، استان جه‌جیانگ، چین، دومین فرزند خانواده است. او از سنین کودکی علاقه‌مند به خواندن بود مخصوصاً داستان‌های ووشیا و داستان‌های قدیمی. او از دبیرستانش به خاطر انتقاد آشکارا به رژیم اخراج شد و به دبیرستان جیاشینگ در استان جه‌جیانگ رفت و بعد در دانشکده زبان‌های خارجی در چونگ‌کینگ. بعدها به قصد کار به عنوان کارمند روابط خارجی به دانشکده قانون در دانشگاه دونگ‌وو در رشته قانون بین‌الملل منتقل شد. در سال ۱۹۴۷ (میلادی)، به عنوان روزنامه‌نگار وارد روزنامه تا کونگ پائو در شانگهای شد. یک سال بعد به عنوان ویرایشگر کپی در بخش هنگ کنگ گماشته شد. او می‌خواست بقیه عمرش در هنگ کنگ ساکن شود. وقتی که جین یونگ به عنوان ویرایشگر به سین وَن پائو منتقل شد، با چم وِن تُونگ روبرو شد، که در سال ۱۹۵۳ (میلادی) اولین رمان ووشیا اش را نوشت. جین یونگ و چن دوست‌های خوبی با هم شدند، در این زمان بود که او شروع به نوشتن رمان‌هایش کرد. کتاب و شمشیر اولین رمان او در سال ۱۹۵۵ (میلادی) نوشته شد. او هم‌زمان با نوشتن رمان کار قبلی‌اش را رها کرد و به عنوان صحنه آرا و نمایشنامه‌نویس در شرکت فیلم دیوار بزرگ (Great Wall Movie Enterprises Ltd) و شرکت فیلم سیمرغ (Phoenix Film Company) شروع به کار کرد.
جین یونگ سه بار ازدواج کرد. دو بار طلاق گرفت و چهار فرزند، دو پسر و دو دختر از ازدواج دوم دارد. پسر بزرگترش زمانی که دانشجو دانشگاه کلمبیا بود خودکشی کرد.

## رمان‌ها
نوشته‌های جین یونگ شامل ۱۴ رمان و یک داستان کوتاه (شمشیر دوشیزه یوئه) در مجموع ۱۵ کتاب نوشت. بیشتر رمان‌های او در ابتدا در بخش روزانه، روزنامه منتشر می‌شد. بعدها ویرایش کتابی رمان‌هایش به چاپ رسید.
1. کتاب و شمشیر (شو جیان ئن چُو لو، 书剑恩仇录) در سال ۱۹۵۵
2. شمشیر آلوده به خون سلطنتی (بی شوئه جیان، 碧血剑) در سال ۱۹۵۶
3. افسانه عقاب‌های مبارز (شه دیائو یینگ شیونگ جوان، 射雕英雄传) در سال ۱۹۵۷
4. روباه پرنده کوهستان برفی (شوئه‌شان فِی خو، 雪山飞狐) در سال ۱۹۵۹
5. بازگشت عقاب‌های مبارز (شِن دیائو شیا لو، 神雕侠侣) در سال ۱۹۵۹
6. داستان‌های دیگر روباه پرنده (فِی خو وای جوان، 飞狐外传) در سال ۱۹۶۰
7. زن شمشیرزن سوار بر اسب سفید (بای ما شیائو شی فنگ، 白马啸西风) در سال ۱۹۶۱
8. رقص تیغ دو عاشق (یوان یانگ دائو، 鸳鸯刀) در سال ۱۹۶۱
9. شمشیر بهشتی و خنجر اژدها (یی تیان تو لونگ جی، 倚天屠龙记) در سال ۱۹۶۱
10. یک راز مرگبار (لیان چنگ جوئه، 连城诀) در سال ۱۹۶۳
11. نیمی خدایی و نیمی شیطانی (تیان لونگ با بو، 天龙八部) در سال ۱۹۶۳
12. شعر شجاعت (شیا که شینگ، 侠客行) در سال ۱۹۶۵
13. افسانه شجاعان (شیائو آئو جیانگ خو، 笑傲江湖) در سال ۱۹۶۷
14. آهو و دیگ یا سلطان آهو سوار (لو دینگ جی، 鹿鼎记) در سال ۱۹۶۹ تا ۱۹۷۲
15. شمشیر دوشیزه یوئه (یوئه نو جیان، 越女剑) در سال ۱۹۷۰

## دوره زمانی
دوره زمانی که رمان‌های جین یونگ در آن قرار دارد:
- قرن ۶ (پیش از میلاد)
  - شمشیر دوشیزه یوئه
- قرن ۱۱ (میلادی)
  - نیمی خدایی و نیمی شیطانی
- قرن ۱۲ (میلادی)
  - افسانه عقاب‌های مبارز
- قرن ۱۳ (میلادی)
  - بازگشت عقاب‌های مبارز
- قرن ۱۴ (میلادی)
  - شمشیر بهشتی و خنجر اژدها
- قرن ۱۶ (میلادی)
  - افسانه شجاعان
  - شعر شجاعت
- قرن ۱۷ (میلادی)
  - شمشیر آلوده به خون سلطنتی
  - آهو و دیگ
  - یک راز مرگبار
- قرن ۱۸ (میلادی)
  - کتاب و شمشیر
  - داستان‌های دیگر روباه پرنده
  - روباه پرنده کوهستان برفی

## تولیدات برگرفته از رمان‌ها
شامل تولیدات زیادی از سریال‌های تلویزیونی، فیلم‌ها، برنامه‌های رادیویی، نمایشنامه، کتاب‌های کمیک، انیمیشن‌ها، بازی‌های رایانه‌ای و ترانه‌ها برگرفته از رمان‌های جین یونگ هستند. برخی براساس خود رمان‌ها ساخته شده و برخی دیگر تنها از شخصیت‌های رمان استفاده کردند. در این میان فیلم‌ها و سریال‌های تلویزیونی بسیاری از روی رمان‌ها ساخته شد که در ابتدا از کشور هنگ کنگ شروع شد و بعد در کشورهای چین و تایوان گسترش یافت.